# Alozaina
Alozaina is een gemeente in de Spaanse provincie Málaga in de regio Andalusië met een oppervlakte van 34 km². In 2007 telde Alozaina 2217 inwoners.